# Coppa del Re 2024-2025
La Coppa del Re 2024-2025 (in spagnolo Copa del Rey) è stata la 123ª edizione del torneo. La competizione è iniziata il 9 ottobre 2024 ed è terminata il 26 aprile 2025 con la vittoria del Barcellona.

## Formula del torneo
Il 1º luglio 2024 l'assemblea della RFEF ha confermato il format della passata edizione e comunicato le date del calendario.
|                                   | Squadre che entrano in questa fase | Squadre qualificate dalla fase precedente |
| --------------------------------- | --- | ----------------------------------------- |
| Turno preliminare (20 squadre)    | - 20 squadre delle prime divisioni regionali |                                           |
| Primo turno (110 squadre)         | - 16 squadre della Primera División 2024-2025 - 21 della Segunda División 2024-2025 - 16 squadre della Primera Federación 2024-2025 - 35 squadre della Segunda Federación 2024-2025 - 8 squadre della Tercera Federación 2024-2025 - 4 squadre semifinaliste della Copa Federación 2025 | - 10 vincitori del turno preliminare      |
| Secondo turno (56 squadre)        | - 1 squadra vincitrice della Primera Federación 2023-2024 | - 55 vincitori del primo turno            |
| Sedicesimi di finale (32 squadre) | - 4 squadre partecipanti alla Supercopa de España 2025 | - 28 vincitori del secondo turno          |
| Ottavi di finale (16 squadre)     | | - 16 vincitori dei sedicesimi             |
| Quarti di finale (8 squadre)      | | - 8 vincitori degli ottavi                |
| Semifinali (4 squadre)            | | - 4 vincitori dei quarti                  |
| Finale                            | | - 2 vincitori delle semifinali            |

## Squadre partecipanti
Le seguenti squadre sono qualificate per la competizione. Le squadre riserve non sono ammesse.
| Supercopa de España le 4 squadre partecipanti all'edizione 2025 | La Liga le 16 squadre dalla stagione 2023-2024 | Segunda División le 21 squadre (sono escluse le squadre riserve) della stagione 2023-2024 | Primera División RFEF le migliori cinque squadre di ciascun gruppo della stagione 2023-2024 escluse le squadre riserve | Segunda División RFEF le migliori cinque squadre di ciascun gruppo della stagione 2023-2024 escluse le squadre riserve | Tercera División RFEF la migliore squadra di ciascuno dei 18 gruppi della stagione 2023-2024 e le 7 migliori seconde, escluse le squadre riserve | Copa Federación le quattro semifinaliste dell'edizione 2025 | Leghe regionali le migliori squadre non promosse di ognuna delle 20 federazioni territoriali nella stagione 2023-2024 |
| - Athletic Bilbao - Barcellona - Maiorca - Real Madrid          | - Alavés - Almería - Atlético Madrid - Betis - Cadice - Celta Vigo - Espanyol - Getafe - Girona - Granada - Osasuna - Rayo Vallecano - Real Sociedad - Siviglia - Valencia - Villarreal | - Albacete - Alcorcón - Amorebieta - FC Andorra - Burgos - Cartagena FC - Eibar - Eldense - Huesca - Las Palmas - Leganés - Levante - Lugo - Mirandés - Racing Ferrol - Racing Santander - Real Oviedo - Real Saragozza - Real Valladolid - Sporting Gijón - Tenerife | - Castellón - Ceuta - Córdoba - Deportivo La Coruña - Gimnàstic - Ibiza - Leonesa - Malaga - Ponferradina - Unionistas | - Águilas - Atlético Paso - Badalona Futur - Barakaldo - Barbastro - Cacereño - Estepona - CE Europa - Gimnástica Segoviana - Guijuelo - Hércules - Langreo - Lleida - CD Logroñés - Marbella FC - Numancia - Orihuela - Ourense CF - Pontevedra - S.S. Reyes - Sant Andreu - Tudelano - Utebo - Yeclano - Zamora CF | - Alfaro - Beasain - Bergantiños - Ciudad de Lucena - Conquense - Coria - Cortes - Cuarte - Deportiva Minera - Don Benito - Ejea - Escobedo - Español de San Vicente - Ibiza Islas Pitiusas - Juventud Torremolinos - Lanzarote - Laredo - L'Hospitalet - Llanera - Móstoles URJC - Olot - Real Ávila - Real Jaén - Salamanca UDS - Xerez | - Compostela - CD Extremadura - Las Rozas - Poblense        | - Astur - Aurrerá Vitoria - Baztán - Ceuta 6 de Junio - Chiclana - Dolorense - Gévora - Manises - Melilla CD - Ontiñena - Parla Escuela - Playas de Sotavento - Promesas Escuela de Fútbol - UD San Pedro - San Tirso - Selaya - Sonseca - Sporting Mahonés - UE Vic - Villamuriel |

## Partite

### Turno preliminare interterritoriale
| Squadra 1      | Risultato       | Squadra 2                  |
| -------------- | --------------- | -------------------------- |
| 9 ottobre 2024 |                 |                            |
| San Tirso      | 1 - 1 (5-3 dtr) | Selaya                     |
| Sonseca        | 0 - 1 (dts)     | Parla Escuela              |
| Astur          | 2 - 0           | Promesas Escuela de Fútbol |
| Baztán         | 1 - 1 (2-4 dtr) | Ontiñena                   |
| UD San Pedro   | 4 - 2           | Ceuta 6 de Junio           |
| Villamuriel    | 1 - 0           | Aurrerá Vitoria            |
| Dolorense      | 1 - 3           | Manises                    |
| UE Vic         | 4 - 0           | Sporting Mahonés           |
| Gévora         | 1 - 1 (4-2 dtr) | Playas de Sotavento        |
| Chiclana       | 4 - 0           | Melilla CD                 |

### Primo turno
Il primo turno vede in campo 110 delle 115 squadre qualificate, ad eccezione delle quattro partecipanti alla Supercoppa e ai campioni di Primera RFEF. Le dieci squadre vincitrici del turno preliminare vengono accoppiate a dieci squadre di Primera División. Le rimanenti sei squadre vengono accoppiate con le quattro squadre provenienti dalla Copa Federación e due di Tercera RFEF. Sei squadre di Tercera RFEF vengono accoppiate con altrettante di Segunda División. Le restanti quattordici squadre di Segunda División vengono accoppiate con quattordici compagini di Segunda RFEF. Diciotto squadre di Segunda RFEF vengono accoppiate con quelle di Primera RFEF. Infine, le restanti due squadre di Segunda RFEF si affrontano tra di loro.
Un totale di 55 gare sono state disputate tra il 29 ottobre e il 31 ottobre.
| Squadra 1             | Risultato       | Squadra 2            |
| --------------------- | --------------- | -------------------- |
| 29 ottobre 2024       |                 |                      |
| Villamuriel           | 0 - 5           | Rayo Vallecano       |
| Compostela            | 0 - 1           | Alavés               |
| Astur                 | 1 - 4           | Real Valladolid      |
| Poblense              | 1 - 6           | Villarreal           |
| L'Hospitalet          | 1 - 5           | Real Saragozza       |
| Lanzarote             | 3 - 4           | Racing Santander     |
| Real Jaén             | 0 - 3           | Cadice               |
| Guijuelo              | 1 - 2           | Ourense CF           |
| 30 ottobre 2024       |                 |                      |
| Beasain               | 0 - 1           | FC Cartagena         |
| Cortes                | 0 - 2           | Granada              |
| Móstoles URJC         | 2 - 5           | Burgos               |
| Sant Andreu           | 2 - 1           | Mirandés             |
| Badalona Futur        | 0 - 2           | Huesca               |
| S.S. Reyes            | 1 - 2           | Almería              |
| Atlético Paso         | 0 - 1           | Eldense              |
| UD Logroñés           | 1 - 0 (dts)     | Eibar                |
| CE Europa             | 2 - 1           | Albacete             |
| Águilas               | 0 - 1           | Castellón            |
| Olot                  | 1 - 1 (4-3 dtr) | Córdoba              |
| Numancia              | 0 - 1           | Sporting Gijón       |
| Coria                 | 0 - 3           | Elche                |
| Cacereño              | 2 - 1 (dts)     | Gimnástica Segoviana |
| Utebo                 | 0 - 4           | Unionistas           |
| Bergantiños           | 1 - 2           | Marbella FC          |
| Juventud Torremolinos | 1 - 2           | Zamora FC            |
| Escobedo              | 0 - 0 (4-5 dtr) | Ponferradina         |
| Ibiza Islas Pitiusas  | 1 - 2           | Gimnàstic            |
| Lleida                | 1 - 3           | Barakaldo            |
| Conquense             | 1 - 0           | Ibiza                |
| Salamanca UDS         | 1 - 0           | Alcorcón             |
| Laredo                | 0 - 6           | Yeclano              |
| Las Rozas             | 0 - 3           | Siviglia             |
| Ciudad de Lucena      | 1 - 2           | Leganés              |
| UD San Pedro          | 1 - 5           | Celta Vigo           |
| Langreo               | 1 - 2 (dts)     | Orihuela             |
| CD Extremadura        | 0 - 4           | Girona               |
| 31 ottobre 2024       |                 |                      |
| Barbastro             | 4 - 0           | Amorebieta           |
| UE Vic                | 0 - 2           | Atlético Madrid      |
| San Tirso             | 0 - 4           | Espanyol             |
| Gévora                | 1 - 6           | Betis                |
| Ontiñena              | 0 - 7           | Las Palmas           |
| Real Ávila            | 0 - 0 (3-0 dtr) | Real Oviedo          |
| Tudelano              | 0 - 5           | Deportiva Minera     |
| Don Benito            | 1 - 2           | FC Andorra           |
| Alfaro                | 0 - 2 (dts)     | Tenerife             |
| Estepona              | 3 - 2 (dts)     | Malaga               |
| CD Cuarte             | 1 - 3           | Racing Ferrol        |
| Llanera               | 0 - 2 (dts)     | Leonesa              |
| 5 novembre 2024       |                 |                      |
| Chiclana              | 0 - 5           | Osasuna              |
| 6 novembre 2024       |                 |                      |
| Xerez                 | 0 - 1           | Ceuta                |
| 14 novembre 2024      |                 |                      |
| Ejea                  | 1 - 0           | Hércules             |
| 19 novembre 2024      |                 |                      |
| Pontevedra            | 4 - 1           | Levante              |
| 21 novembre 2024      |                 |                      |
| Jove Español          | 0 - 5           | Real Sociedad        |
| 26 novembre 2024      |                 |                      |
| Manises               | 0 - 3           | Getafe               |
| Parla Escuela         | 0 - 1           | Valencia             |

### Secondo turno
Al secondo turno partecipano le 55 squadre vincitrici del primo turno più i campioni di Primera RFEF. Il sorteggio è stato effettuato il 27 novembre.
| Squadra 1        | Risultato       | Squadra 2           |
| ---------------- | --------------- | ------------------- |
| 3 dicembre 2024  |                 |                     |
| Real Ávila       | 2 - 4 (dts)     | Real Valladolid     |
| Yeclano          | 0 - 1           | Elche               |
| Real Saragozza   | 2 - 2 (4-5 dtr) | Granada             |
| Salamanca UDS    | 0 - 7           | Celta Vigo          |
| Barbastro        | 2 - 0           | Espanyol            |
| CE Europa        | 1 - 2           | Las Palmas          |
| 4 dicembre 2024  |                 |                     |
| Gimnàstic        | 0 - 1           | Huesca              |
| Unionistas       | 2 - 3           | Rayo Vallecano      |
| Sant Andreu      | 1 - 3           | Betis               |
| Cadice           | 0 - 1           | Eldense             |
| Leonesa          | 1 - 2           | Almería             |
| Ourense CF       | 1 - 0           | Deportivo La Coruña |
| Racing Santander | 1 - 0           | Sporting Gijón      |
| Zamora CF        | 0 - 0 (1-3 dtr) | Tenerife            |
| Estepona         | 2 - 2 (4-5 dtr) | Leganés             |
| Pontevedra       | 1 - 0           | Villarreal          |
| Ejea             | 1 - 3           | Valencia            |
| CD Logroñés      | 0 - 0 (4-3 dtr) | Girona              |
| 5 dicembre 2024  |                 |                     |
| Ceuta            | 2 - 3           | Osasuna             |
| Orihuela         | 0 - 0 (0-3 dtr) | Getafe              |
| Cacereño         | 1 - 3           | Atlético Madrid     |
| Marbella FC      | 1 - 0           | Burgos              |
| FC Andorra       | 0 - 1           | Cartagena FC        |
| Barakaldo        | 1 - 2           | Racing Ferrol       |
| Ponferradina     | 1 - 1 (4-3 dtr) | Castellón           |
| Conquense        | 0 - 1 (dts)     | Real Sociedad       |
| Deportiva Minera | 2 - 2 (4-2 dtr) | Alavés              |
| Olot             | 1 - 3           | Siviglia            |

### Sedicesimi di finale
| Squadra 1        | Risultato       | Squadra 2       |
| ---------------- | --------------- | --------------- |
| 3 gennaio 2025   |                 |                 |
| Racing Ferrol    | 1 - 3           | Rayo Vallecano  |
| Granada          | 0 - 1 (dts)     | Getafe          |
| Pontevedra       | 3 - 0           | Maiorca         |
| 4 gennaio 2025   |                 |                 |
| Huesca           | 0 - 1           | Betis           |
| Tenerife         | 1 - 2           | Osasuna         |
| Almería          | 4 - 1           | Siviglia        |
| Barbastro        | 0 - 4           | Barcellona      |
| Marbella FC      | 0 - 1           | Atlético Madrid |
| CD Logroñés      | 0 - 0 (3-4 dtr) | Athletic Bilbao |
| 5 gennaio 2025   |                 |                 |
| Ourense CF       | 3 - 2           | Real Valladolid |
| Elche            | 4 - 0           | Las Palmas      |
| FC Cartagena     | 1 - 2           | Leganés         |
| Ponferradina     | 0 - 2           | Real Sociedad   |
| Racing Santander | 2 - 3           | Celta Vigo      |
| 6 gennaio 2025   |                 |                 |
| Deportiva Minera | 0 - 5           | Real Madrid     |
| 7 gennaio 2025   |                 |                 |
| Eldense          | 0 - 2           | Valencia        |

### Ottavi di finale
| Squadra 1       | Risultato   | Squadra 2       |
| --------------- | ----------- | --------------- |
| 14 gennaio 2025 |             |                 |
| Ourense CF      | 0 - 2       | Valencia        |
| 15 gennaio 2025 |             |                 |
| Almería         | 2 - 3       | Leganés         |
| Pontevedra      | 0 - 1       | Getafe          |
| Barcellona      | 5 - 1       | Betis           |
| Elche           | 0 - 4       | Atlético Madrid |
| 16 gennaio 2025 |             |                 |
| Real Sociedad   | 3 - 1       | Rayo Vallecano  |
| Athletic Bilbao | 2 - 3       | Osasuna         |
| Real Madrid     | 5 - 2 (dts) | Celta Vigo      |

### Quarti di finale
| Squadra 1       | Risultato | Squadra 2   |
| --------------- | --------- | ----------- |
| 4 febbraio 2025 |           |             |
| Atlético Madrid | 5 - 0     | Getafe      |
| 5 febbraio 2025 |           |             |
| Leganés         | 2 - 3     | Real Madrid |
| 6 febbraio 2025 |           |             |
| Real Sociedad   | 2 - 0     | Osasuna     |
| Valencia        | 0 - 5     | Barcellona  |

### Semifinali
| Squadra 1                   | Totale | Squadra 2       | Andata | Ritorno     |
| --------------------------- | ------ | --------------- | ------ | ----------- |
| 25 febbraio / 2 aprile 2025 |        |                 |        |             |
| Barcellona                  | 5 - 4  | Atlético Madrid | 4 - 4  | 1 - 0       |
| 26 febbraio / 1 aprile 2025 |        |                 |        |             |
| Real Sociedad               | 4 - 5  | Real Madrid     | 0 - 1  | 4 - 4 (dts) |

### Finale
| Arbitro: | Ricardo Bengoetxea |

|                                  |           |                           |
| Pedri 28’ Torres 84’ Koundé 116’ | Marcatori | 70’ Mbappé 77’ Tchouaméni |

## Statistiche
- Miglior attacco: Barcellona (22)
- Partita con più reti: Barcellona - Atletico Madrid 4-4, Real Madrid - Real Sociedad 4-4 (8)
- Partita con maggiore scarto di reti: Ontiñena – Las Palmas 0-7, Salamanca UDS - Celta Vigo 0-7 (7)